# 馬歇爾縣 (南達科他州)
馬歇爾縣（英語：Marshall County）是美國南達科他州東北部的一個縣，北鄰北達科他州。面積2,294平方公里。根據美國2000年人口普查，共有人口4,756人。縣治布里頓 (Britton)。
成立於1885年。縣名紀念曾任明尼蘇達州州長的威廉·R·馬歇爾 (William Raine Marshall)。